# Srovnávací sociologie
Srovnávací nebo komparativní sociologie je souhrnný termín pro studium společenských věd porovnávajících sociální procesy mezi národy a státy nebo mezi různými sociálními skupinami (např. kapitalismus a socialismus). Důležitou roli v kulturním rozvoji hraje etnologie, sociologie, psychologie, ekonomie a politické vědy. V podstatě lze srovnávací úvahy nalézt téměř ve všech oblastech sociálního výzkumu. Ve srovnávací psychologii existují dva hlavní postupy; první vyhledává rozdíly a podobnosti mezi různými státy a kulturami, zatímco druhý vyhledává úchylky. Například marxističtí strukturalisté se pokoušeli o využití srovnávacích metod k objevení obecných procesů, které jsou zřejmou příčinou různých zvyků v různých státech. Problém tohoto výzkumu ale spočívá v tom, že různé sociální souvislosti jsou přehlíženy.

## Weberova aplikace metody

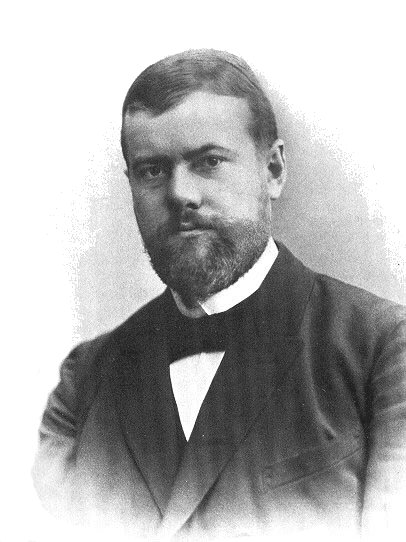
Max Weber

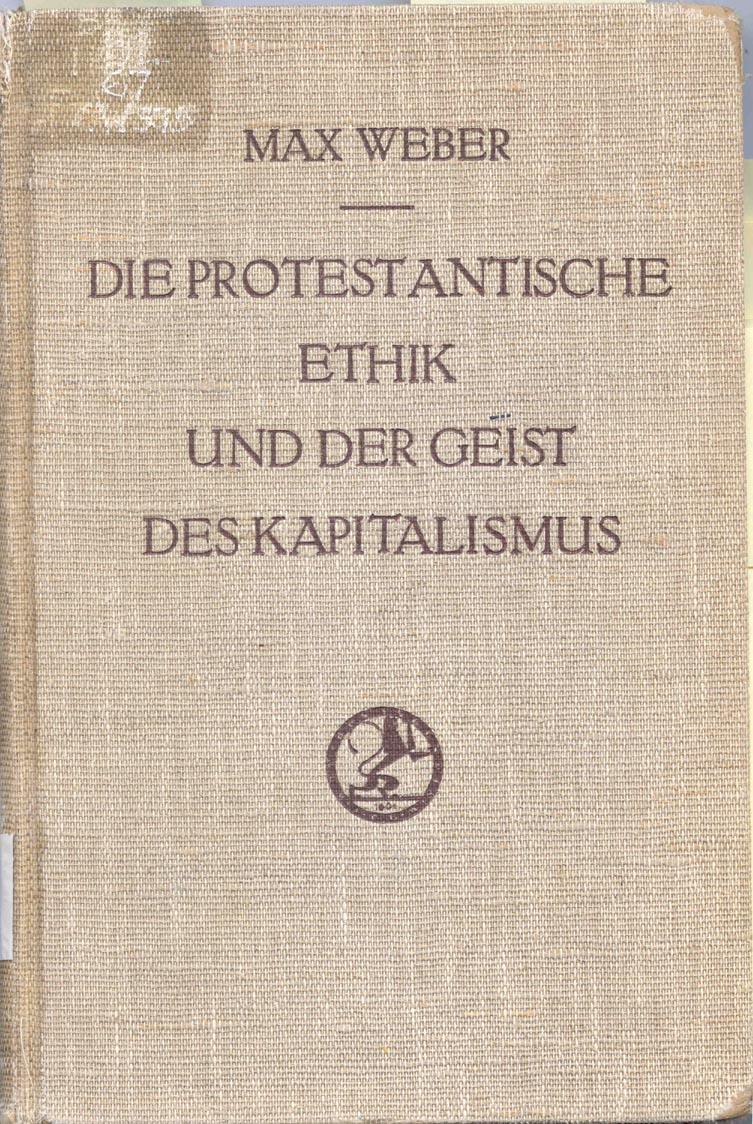
Protestantská etika a duch kapitalismu

Jedním ze sociologů aplikujících srovnávací metody byl i Němec Max Weber, jehož studie se pokoušely ukázat, jak rozdíly mezi kulturami vysvětlují různorodost jejich zvyků. Srovnávací metodu použil např. při zkoumání sociologie náboženství, kde porovnal šest světových náboženství (konfucianismus, judaismus, islám, buddhismus, hinduismus a křesťanství) a došel k závěru, že na rozvoj kapitalismu v západních zemí měla podíl etika protestantismu. Tuto svou teorii popisuje Weber ve své knize Protestantská etika a duch kapitalismu (Die protestantische Ethik und der Geist des Kapitalismus). Weberovo další dílo zabývající se touto problematikou je Sociologie náboženství.

## Kontroverze
Mezi sociology se vyskytují kontroverze, jestli je název ‚srovnávací‘ vhodný. Émile Durkheim tvrdil, že všechny sociální výzkumy jsou v podstatě srovnávací, ať už jsou typické, reprezentativní nebo unikátní, všechny aplikují nějaký druh porovnávání. V tomto smyslu jsou všechny srovnávací výzkumy srovnávací a bylo navrženo, aby vše, co je dnes označováno jako srovnávací výzkum, bylo označováno jako mezinárodní výzkum.